# Klosterprozesse
Sotto il termine Klosterprozesse (Processi dei conventi) o, nel linguaggio del Partito Nazionalsocialista Tedesco dei Lavoratori "Sittlichkeitsprozesse gegen Ordensangehörige und Priester" (Processi di pubblica decenza nei confronti dei membri di ordini monastici e sacerdoti) si è accumulata una serie di azioni penali intraprese dalla Germania nazista contro preti, monaci e laici della Chiesa cattolica e del movimento giovanile tedesco "Bündische Jugend" (Gioventù federale): le accuse consistevano in propagazione dell'omosessualità, oltre che di pederastia, pedofilia e in generale di abuso minorile.
Il primo di questi procedimenti è stato avviato nel 1935, l'apice ha invece avuto luogo nel 1938 con un'autentica ondata di persecuzioni anti-religiose quando migliaia di sacerdoti e membri di vari ordini religiosi sono stati arrestati e condannati in diversi processi pubblici.

## Antefatto
Le indagini hanno inizio nel mese di aprile del 1935, in principio all'interno delle istituzioni appartenenti ai fratelli francescani della Santa Croce (detti Fratelli di Waldbreitbach); una congregazione composta da frati conversi che dona assistenza a persone affette da disabilità e disagio mentale, mantenendo ospedali e istituti per orfani, oltre che assistenza domiciliare a pazienti di vario genere. L'inchiesta viene avviata per appurare il reato descritto dell'paragrafo 175, ossia "indecenza tra uomini", in altre parole il crimine di atti omosessuali.
Oltre al pubblico ministero ufficiale anche la Gestapo si mise alacremente a studiare il caso alla ricerca di indizi e prove con un suo speciale Sonderkommando; questo, sebbene legalmente operante sotto lo status ed in qualità di "funzionari assistenti del pubblico ministero", aveva molto più personale a disposizione, tecniche d'investigazione e possibilità di quante ne avesse l'accusa del tribunale, finendo in tal maniera con l'entrar sempre più a forza nella guida e direzione responsabile del procedimento in corso.
La direzione da intraprendere era chiaramente unanime: essi sostennero la legittimità di giurisdizione sul processo, in quanto l'accusa rientrava in un ambito specifico della polizia politica  affidato al reparto Reichszentrale zur Bekämpfung der Homosexualität und der Abtreibung (Ufficio centrale del Reich per la lotta all'omosessualità e contro l'aborto). Le indagini hanno presto portato anche a dei risvolti economici, in cui vennero provati trasferimenti - giudicati illegali - di denaro verso l'estero da parte di varie comunità religiose affiliate ai "Fratelli di Waldbreitbach"; la cosa si estese così a macchia d'olio.
In giugno le autorità giudiziarie allargarono di molto il raggio d'azione, riferito sia a religiosi che al clero secolare,a seguito della riforma in senso ancor maggiormente punitivo del paragrafo 175, inserendo ora nel crimine di omosessualità oltre a tutto ciò che oggettivamente procurava un danno pubblico al senso del pudore, anche più soggettivamente tutto quello che poteva esser inteso suscitare sensualità libidinosa tra due o più uomini: cominciò così la caccia ai presunti abusi perpetrati dai preti sui bambini in orfanotrofi, ospedali, scuole ed altre istituzioni residenziali a loro affidate.

## Giudizio
Le prove a carico sono state raccolte e mostrate durante i dibattimenti svoltisi presso i tribunali provinciali di Bonn e Coblenza.
I lavori processuali vennero temporaneamente sospesi durante i giochi olimpici estivi, evento svoltosi a Berlino nell'agosto 1936 sotto la denominazione di giochi della XI Olimpiade. Alla fine del 1937 il procuratore speciale di Coblenza aveva completato le indagini raccogliendo le prove circostanziate di 2500 casi relativi al crimine addebitato, la maggior parte dei quali furono respinti durante l'inchiesta vera e propria in quanto insussistenti, fatti che non costituivano reato o altri sottoposti oramai a prescrizione o ad amnistia. Un paio di casi rimasti oscuri sono stati chiusi solo anni più tardi.
Dopo esser state interrotte le indagini su nuovi fatti, pare senza alcun motivo apparente, dei 2500 raccolti furono aperti all'incirca 250 casi penali; di questi 40 si conclusero con l'assoluzione o il non luogo a procedere per mancanza di prove sicure, 64 con una confessione di colpevolezza da parte di sacerdoti e 170 di membri di ordini religiosi: la condanna fu per lo più la reclusione da uno a due anni.
I processi non furono condotti davanti ai tribunali speciali nazisti, gli "NS-Sondergerichten", bensì di fronte a tribunali provinciali ordinari; le condanne comminate, da un punto di vista giuridico, vennero considerate perfettamente in linea con l'ordinamento vigente.
Intanto nella conferenza episcopale di Fulda dell'agosto 1936 l'episcopato tedesco aveva dichiarato ufficialmente e pubblicamente che la Chiesa non sollevava alcuna protesta contro i processi di Coblenza, ma a sua volta respingeva fermamente la propaganda nazista effettuata contro di essa in generale.
Le condanne per atti omosessuali si accumularono in un numero ristretto di congregazioni laicali: 54 fratelli Waldbreitenbach, 46 Fratelli celliti o alessiani di Aquisgrana residenti a Colonia (Germania), 22 appartenenti alla congregazione laicale dei fratelli della misericordia, 16 fratelli celliti residenti a Neuss ed infine altri 12 fratelli della misericordia residenti a Treviri.
I detenuti per lo più sono stati inoltre anche giudicati dal diritto ecclesiastico, con l'espulsione di 35 fratelli Waldbreitenbach e lo scioglimento della comunità nel 1937 per ordine del vescovo della diocesi di Treviri. In alcuni casi il condannato, dopo aver scontata la sua pena è stato ulteriormente imputato dalla Gestapo, messo in custodia cautelare, poi in detenzione preventiva ed infine inviato in campo di concentramento.
Nella sua enciclica del marzo 1937 intitolata Mit brennender Sorge, papa Pio XI ha condannato le deviazioni tra la fede e la vita di alcuni membri della Chiesa e della comunità cristiana in genere, protestando a sua volta contro l'uso di un singolo atto processuale per imbastire una feroce propaganda anti-clericale. Alcuni tipografi vennero fatti arrestare per aver fatto stampare sul suolo del Terzo Reich l'enciclica;
vennero anche intraprese azioni legali contro le persone che erano riuscite a distribuire il testo papale e parlarne in pubblico venne proibito. Chi ci provò, come Rupert Mayer, membro della compagnia di Gesù, venne ripetutamente condannato alla reclusione in diversi campi.

## Conseguenze
L'ufficiale delle SS e capo della polizia di Düsseldorf, Fritz Weitzel ha pubblicato tutta una serie di articoli diffamatori sul giornale "Rheinischen Landeszeitung" nei riguardi dei preti cattolici, gesuiti e francescani, ma anche dei membri della Società dell'apostolato cattolico ed altri, tutti denunciati pubblicamente d'esser covi di omosessuali impenitenti, di distribuire di testi sovversivi, di atti d'indecenza, tradimento etc.
Il 28 marzo 1937 si tenne alla radio un discorso di Joseph Goebbels e pubblicato il giorno successivo in tutti i giornali del Reich; secondo il potente ministro della propaganda, migliaia di religiosi avrebbero "distrutto moralmente in forma pianificata e premeditata un enorme numero di bambini e malati: Goebbels ha descritto i religiosi come "violatori/stupratori brutali e senza scrupoli di bambini indifesi", e ha chiesto che "questa peste sessuale deve essere rimossa ed estirpata sul nascere." Era infine grato e felice che il Führer fosse invece "come un acclamato protettore dei giovani tedeschi (attraverso la gioventù hitleriana) contro i corruttori e avvelenatori dell'anima nazionale.